# LD+3
| Recensione | Giudizio |
| ---------- | -------- |
| AllMusic   | [ 1 ]    |

LD+3, abbreviazione di Lou Donaldson With The Three Sounds, è un album musicale di Lou Donaldson pubblicato dalla Blue Note Records nell'ottobre del 1959.

## Tracce
Lato A
1. Three Little Words – 6:19 (Bert Kalmar, Harry Ruby)
2. Smooth Groove – 5:52 (Lou Donaldson)
3. Just Friends – 5:13 (Sam Lewis, John Klenner)
4. Blue Moon – 3:08 (Lorenz Hart, Richard Rodgers)

Lato B
1. Jump Up – 6:37 (Lou Donaldson)
2. Don't Take Your Love from Me – 5:53 (Henry Nemo)
3. Confirmation – 5:32 (Charlie Parker)

## Musicisti
- Lou Donaldson - sassofono alto
- Gene Harris - pianoforte
- Andrew Simpkins - contrabbasso
- Bill Dowdy - batteria